# Jason Truby
Jason Paul Truby (Arkansas, 1º giugno 1973) è un chitarrista statunitense.

## Carriera
Ha iniziato la sua carriera come chitarrista del gruppo Living Sacrifice nel 1989. In questa band, originaria di Little Rock (Arkansas) è rimasto fino al 1998, partecipando alla realizzazione di quattro dischi e una compilation.
Dal 2003 è entrato a far parte della formazione, come chitarrista, del gruppo alternative metal/christian metal P.O.D., dopo l'addio alla band di Marcos Curiel. Con questo gruppo ha registrato in tutto cinque lavori tra album, colonne sonore ed EP. Ha lasciato i P.O.D. di sua spontanea volontà nel dicembre 2006.
Il suo primo lavoro da solista è rappresentato dall'album di musica acustica String Theory, uscito nel 2004. Il suo secondo album, sempre strumentale, è stato pubblicato nel 2007. Nel 2009 ha pubblicato l'album rock Entropy. Nel 2012 invece ha realizzato un disco fingerstyle, a dimostrazione del suo eclettismo artistico.
Le sue maggiori influenze artistiche comprendono John Coltrane, Thelonious Monk, U2, Pink Floyd, Black Sabbath, Phil Keaggy, Wes Montgomery, Andrés Segovia, Johann Sebastian Bach, Pat Metheny, The Beatles, Dave Brubeck, Stanley Jordan e Radiohead.
Ha due bambini, una bimba che si chiama Olivia, e un bambino di nome Elijah, ed è sposato con Aundra.

## Discografia
Living Sacrifice
- Not Yielding to Ungodly Demo (1989)
- Living Sacrifice (1991)
- Nonexistent (1993)
- Inhabit (1995)
- Reborn (1997)
- In Memoriam (2005) (raccolta)

P.O.D.
- The Matrix Reloaded: The Album (2003)
- Payable on Death (2003)
- The Warriors EP, Volume 2 (2005)
- Testify (2006)
- Greatest Hits: The Atlantic Years (2006)

Solista
- String Theory (2005)
- Waiting on the Wind (2007)
- Finding the Quiet (2008)
- Entropy (2009)
- The Greatest Love (2011)
- Our Time Here (2012)
- Passages (2013)

Altri progetti
- Grafted (Project Zero) (2012)

Crediti
- The Infinite Order - Living Sacrifice (2010) (chitarra in un brano)